# Schistidium
Schistidium (deutsch Spalthütchen oder Spalthütchenmoose) ist eine Gattung von Laubmoosen aus der Familie Grimmiaceae.

## Merkmale
Schistidium-Arten bilden polsterförmige Rasen. Die einzelnen, aufrechten bis niederliegenden Pflanzen sind mehr oder weniger stark verzweigt, besitzen eiförmige bis lanzettliche, stumpfe bis zugespitzte Blätter mit einer deutlichen, bis zur Blattspitze reichenden oder kurz austretenden Rippe. Oft ist eine Glasspitze vorhanden. Die Blattränder sind flach oder zurückgerollt. Die Laminazellen sind oben gewöhnlich quadratisch, am unteren Blattteil verlängert. Sie können glatt bis papillös sein. Der obere Blattbereich und besonders die Blattränder sind oft mehrzellschichtig. Die fast immer zahlreich vorhandenen Sporenkapseln auf der meist recht kurzen Seta sind mehr oder weniger in die Perichaetialblätter eingesenkt, besitzen 16 Peristomzähne, einen breitkegeligen und kurz geschnäbelten Deckel und eine kleine, kappen- oder mützenförmige Kalyptra.

## Systematik und Arten
Die Artenabgrenzung in der Gattung Schistidium war und ist schwierig und umstritten. Für einen Teil, den Schistidium-apocarpum-Komplex, wurde von H. H. Blom 1996 eine Revision für Norwegen und Schweden vorgelegt, in der dieser in eine Reihe von (Klein-)Arten aufgeteilt wird.
In der von Frey, Fischer & Stech vorgelegten Systematik werden weltweit etwa 110 Arten unterschieden. In Deutschland, Österreich und der Schweiz sind zirka 33 Arten vertreten, darunter die folgenden (Auswahl):
- Schistidium agassizii Sull. & Lesq. (Agassiz-Spalthütchen)[1][2]
- Schistidium apocarpum (Hedw.) Bruch, Schimp. & W.Gümbel (Verstecktkapseliges Spalthütchen oder Verstecktfrüchtiges Spalthütchen,[3] S. apocarpum im engeren Sinn)
- Schistidium atrofuscum (Schimp.) Limpr.
- Schistidium brunnescens Limpr. (Braunes Spalthütchen)[3]
- Schistidium crassipilum H.H.Blom (Dickhaar-Spalthütchen)[3]
- Schistidium dupretii (Thér.) W.A.Weber (Kurzhaar-Spalthütchen)[3]
- Schistidium elegantulum H.H.Blom (Elegantes Spalthütchen)[3]
- Schistidium foraminis-martini Kiebacher et al. (Martinsloch-Spalthütchen)[1]
- Schistidium helveticum (Schkuhr) Deguchi
- Schistidium papillosum Culm. (Papillen-Spalthütchen)[3]
- Schistidium pruinosum (Wilson) G.Roth (Bereiftes Spalthütchen)[3]
- Schistidium rivulare (Brid.) Podp. (Bach-Spalthütchen)[3]
- Schistidium robustum (Nees & Hornsch.) H.H.Blom (Kräftiges Spalthütchen)[3] – auch in Schottland[4]
- Schistidium singarense (Schiffn.) Laz. (Verbranntes Spalthütchen)[3]
- Schistidium trichodon (Brid.) Poelt (Haarzahn-Spalthütchen)[3]

Weitere in Europa verbreitete Arten (Auswahl):
- Schistidium poeltii H.H.Blom (Poelt-Spalthütchen)  – Skandinavien; sowie in Grönland und Kanada